# オーレ・ステネン
オーレ・ステネン（Ole Stenen、1903年8月29日 - 1975年4月23日）はノルウェー、オップラン県Øyer出身の元ノルディック複合、クロスカントリースキー選手。

## プロフィール
1920年代から1930年代にかけて活躍、1928年サンモリッツオリンピック では公開競技の軍事パトロール（バイアスロンの原型）に出場した。
1929年ノルディックスキー世界選手権ではノルディック複合で銀メダルを獲得、1931年の世界選手権ではクロスカントリースキー50kmで金メダルを獲得した。
また同年のホルメンコーレンスキー大会でも50kmで優勝、これらの功績により1931年のホルメンコーレン・メダルを受章した（同時受章はハンス・ヴィンヤレンゲン）。
1932年のレークプラシッドオリンピックではノルディック複合で銀メダルを獲得、クロスカントリースキー18kmでは8位となった。同50kmは完走できなかった。
さらに1934年ノルディックスキー世界選手権では複合で4位となった。
1975年に死去。